# 10046 Creighton
10046 Creighton è un asteroide della fascia principale. Scoperto nel 1986, presenta un'orbita caratterizzata da un semiasse maggiore pari a 2,3400588 au e da un'eccentricità di 0,2391243, inclinata di 8,32428° rispetto all'eclittica.
L'asteroide è dedicato all'architetto statunitense James Miller Creighton.